# Поланейка
Поланейка — река в России, протекает в Андреапольском районе Тверской области и по границе с Новгородской областью. Устье реки находится в 71 км по левому берегу реки Большой Тудер напротив деревни Паньково. Длина реки составляет 15 км.
По берегам реки расположены деревни Аксёновского сельского поселения Красное Лядо и Мурзино.

## Данные водного реестра
По данным государственного водного реестра России относится к Балтийскому бассейновому округу, водохозяйственный участок реки — Ловать и Пола, речной подбассейн реки — Волхов. Относится к речному бассейну реки Нева (включая бассейны рек Онежского и Ладожского озера).
По данным геоинформационной системы водохозяйственного районирования территории РФ, подготовленной Федеральным агентством водных ресурсов: 
- Код водного объекта в государственном водном реестре — 01040200312102000023575
- Код по гидрологической изученности (ГИ) — 102002357
- Код бассейна — 01.04.02.003
- Номер тома по ГИ — 2
- Выпуск по ГИ — 0